# Love Happy
Love Happy (deutscher Alternativtitel: Die Marx Brothers im Theater) war der dreizehnte und letzte Film mit den Marx Brothers. Die Hauptrollen spielen Groucho, Chico und Harpo Marx. Gedreht wurde der Film im Jahr 1949, in die deutschen Kinos kam er erst 1981. Bei späteren TV-Ausstrahlungen erhielt er den Titel Die Marx Brothers im Theater. In Deutschland ist der Film bisher nur im Original mit Untertiteln gezeigt worden.

## Handlung
Detektiv Sam Grunion erinnert sich an den Fall mit den Romanoff-Diamanten, an dem er über viele Jahre erfolglos gearbeitet hat. Die reiche Madame Egelichi ist wie er hinter dem Diamanten-Collier her, das ihr endlich in einer Sardinenbüchse verpackt in ein Delikatessengeschäft zugestellt werden soll, das zufällig auch ein Lager für Diamantenschmuggel im Keller beherbergt. Der stumme Harpo treibt sich beim Delikatessengeschäft herum, um möglichst viele Nahrungsmittel für eine erfolglose und daher arme Theatergruppe zu stehlen. Unter den zahlreichen Sardinenbüchsen, die er in seinem Mantel verschwinden lässt, ist auch die gekennzeichnete Dose mit dem Collier.
Madame Egelichi bemerkt bald den Diebstahl der Sardinenbüchse und verständigt die Polizei, die nun Jagd auf Harpo macht. Der wiederum wird alle gestohlenen Nahrungsmittel bei den Mitgliedern des Theaters los. Der Inhalt der geöffneten Büchse mit dem Collier zwischen den Sardinen wird an die Katze des Theaters verfüttert, wobei Harpo das freigelegte Collier gedankenlos an sich nimmt und später an die unglückliche Tänzerin Maggie verschenkt, in die er sich verliebt hat. Maggie trägt das Collier kurz vor einem Auftritt, legt es ab und wird kurz darauf von Madame Egelichis Männern gefangen genommen. Harpo aber gelingt es, seinem Bekannten Faustino, der Gedanken lesen kann, umständlich klarzumachen, dass Maggie in Gefahr ist. Faustino hat das Collier gefunden und will es Madame Egelichi übergeben. Harpo entwendet es ihm in letzter Sekunde und rennt mit seinem Schatz davon. Es kommt zu einer Verfolgungsjagd von Madame Egelichis Männern und Harpo, in die sich schließlich Detektiv Sam Grunion einschaltet. Da Madame Egelichi ankündigt, denjenigen töten zu lassen, der das Collier bei sich hat, schmuggelt Harpo es in die Taschen von Sam Grunion. Madame Egelichi wiederum flirtet mit Grunion, um an das Collier zu kommen, das jedoch unbemerkt erneut von Harpo gestohlen wird, der damit für immer verschwindet.
Sam Grunion schließt seine Erzählung der Ereignisse um die Geschichte des Diamanten-Colliers und erwähnt abschließend, dass er inzwischen mit Madame Egelichi verheiratet ist.

## Kritiken
„Die Marx Brothers sind wieder los und verwandeln die Leinwand in ein Schlachtfeld der Komik. Love Happy ist turbulente Unterhaltung, und wie jemand den Film bewertet, wird davon abhängen, ob er die Marx Brothers mag oder nicht. Unter diesen Umständen ist es so gut wie unmöglich, ein unparteiisches oder gar erschöpfendes Urteil abzugeben. Aber nach größtmöglichem Austarieren der Urteilsskalen stellt sich Love Happy diesem Zuschauer als ständiges Auf und Ab dar; einmal sind die Gags unglaublich komisch und dann wieder – bitte ganz leise – fallen sie mit einem vernehmlichen Plumps auf die Nase...“